# Diane Lane
Diane Eleanor Lane (sinh ngày 22/01/1965) là một diễn viên điện ảnh Mỹ.
Diane Lane sinh và lớn lên tại thành phố New York, tham gia diễn xuất lần đầu năm 1979, lúc 13 tuổi trong phim A Little Romance. Năm 2002 Lane nổi tiếng với phim Unfaithful (tiếng Việt: Không chung thủy hay Ngoại tình), được đề cử các giải Oscar, Quả cầu vàng về "Nữ diễn viên chính xuất sắc nhất".

## Danh mục phim
| Năm  | Tên phim                                  | Vai diễn                | Ghi chú |
| ---- | ----------------------------------------- | ----------------------- | --- |
| 1979 | A Little Romance                          | Lauren King             | Youth in Film Awards Best Juvenile Actress in A Motion Picture |
| 1980 | Touched by Love                           | Karen                   | aka To Elvis, with Love |
| 1981 | Great Performances                        | Charity Royall          | Television program 1 episode |
| 1981 | Ladies and Gentlemen, The Fabulous Stains | Corinne Burns           | |
| 1981 | Cattle Annie and Little Britches          | Jenny (Little Britches) | |
| 1981 | Child Bride of Short Creek                | Jessica Rae Jacobs      | Television film |
| 1982 | National Lampoon Goes to the Movies       | Liza                    | |
| 1982 | Six Pack                                  | Breezy                  | |
| 1982 | Miss All-American Beauty                  | Sally Butterfield       | Television film |
| 1983 | The Outsiders                             | Sherri 'Cherry' Valance | |
| 1983 | Rumble Fish                               | Patty                   | |
| 1984 | Streets of Fire                           | Ellen Aim               | |
| 1984 | The Cotton Club                           | Vera Cicero             | |
| 1987 | Lady Beware                               | Katya Yarno             | |
| 1987 | The Big Town                              | Lorry Dane              | |
| 1988 | Priceless Beauty                          | China                   | |
| 1988 | Lonesome Dove                             | Lorena Wood             | Miniseries Nominated — Primetime Emmy Award for Outstanding Lead Actress in a Miniseries or a Movie |
| 1990 | Vital Signs                               | Gina Wyler              | |
| 1990 | Descending Angel                          | Irina Stroia            | Television film |
| 1992 | Knight Moves                              | Kathy Sheppard          | |
| 1992 | My New Gun                                | Debbie Bender           | |
| 1992 | The Setting Sun                           | Cho Renko               | |
| 1992 | Chaplin                                   | Paulette Goddard        | |
| 1993 | Indian Summer                             | Beth Warden             | |
| 1993 | Fallen Angels                             | Bernette Stone          | Television program 1 episode |
| 1994 | Oldest Living Confederate Widow Tells All | Lucy Honicut Marsden    | Television film |
| 1995 | A Streetcar Named Desire                  | Stella Kowalski         | Television film |
| 1995 | Judge Dredd                               | Judge Hershey           | |
| 1996 | Wild Bill                                 | Susannah Moore          | |
| 1996 | Jack                                      | Karen Powell            | |
| 1996 | Mad Dog Time                              | Grace Everly            | aka Trigger Happy (UK) |
| 1997 | The Only Thrill                           | Katherine Fitzsimmons   | |
| 1997 | Murder at 1600                            | Agent Nina Chance       | |
| 1998 | Gunshy                                    | Melissa                 | |
| 1998 | Grace & Glorie                            | Gloria                  | Television film |
| 1999 | A Walk on the Moon                        | Pearl Kantrowitz        | Nominated — Independent Spirit Award for Best Female Lead Nominated — Las Vegas Film Critics Society Award for Best Actress |
| 2000 | My Dog Skip                               | Ellen Morris            | |
| 2000 | The Virginian                             | Molly Stark             | Television film |
| 2000 | The Perfect Storm                         | Christina Cotter        | |
| 2001 | Hardball                                  | Elizabeth Wilkes        | |
| 2001 | The Glass House                           | Erin Glass              | |
| 2002 | Unfaithful                                | Connie Sumner           | National Society of Film Critics Award for Best Actress New York Film Critics Circle Award for Best Actress Satellite Award for Best Actress - Motion Picture Drama Nominated — Academy Award for Best Actress Nominated — Broadcast Film Critics Association Award for Best Actress Nominated — Chicago Film Critics Association Award for Best Actress Nominated — Golden Globe Award for Best Actress - Motion Picture Drama Nominated — Online Film Critics Society Award for Best Actress Nominated — Phoenix Film Critics Society Award for Best Actress Nominated — Screen Actors Guild Award for Outstanding Actress - Motion Picture |
| 2003 | Under the Tuscan Sun                      | Frances                 | Nominated — Golden Globe Award for Best Actress - Motion Picture Musical or Comedy Nominated — Satellite Award for Best Actress - Motion Picture Musical or Comedy |
| 2005 | Fierce People                             | Liz Earl                | |
| 2005 | Must Love Dogs                            | Sarah Nolan             | |
| 2006 | Hollywoodland                             | Toni Mannix             | |
| 2008 | Untraceable                               | Jennifer Marsh          | |
| 2008 | Jumper                                    | Mary Rice               | |
| 2008 | Nights in Rodanthe                        | Adrienne Willis         | |
| 2009 | Killshot                                  | Carmen Colson           | |
| 2010 | Secretariat                               | Penny Chenery           | |
| 2011 | Cinema Verite                             | Pat Loud                | Television film Nominated — Primetime Emmy Award for Outstanding Lead Actress in a Miniseries or a Movie Nominated — Satellite Award for Best Actress – Miniseries or Television Film Nominated — Golden Globe Award for Best Actress – Miniseries or Television Film Nominated — Screen Actors Guild Award for Outstanding Performance by a Female Actor in a Miniseries or Television Movie |
| 2013 | Man of Steel                              | Martha Kent             | |
| 2013 | The Old Lady in the Town                  | Megan Rich              | |